# Włostowo (gromada)
Włostowo – dawna gromada, czyli najmniejsza jednostka podziału terytorialnego Polskiej Rzeczypospolitej Ludowej w latach 1954–1972.
Gromady, z gromadzkimi radami narodowymi (GRN) jako organami władzy najniższego stopnia na wsi, funkcjonowały od reformy reorganizującej administrację wiejską przeprowadzonej jesienią 1954 do momentu ich zniesienia z dniem 1 stycznia 1973, tym samym wypierając organizację gminną w latach 1954–1972.
Gromadę Włostowo z siedzibą GRN we Włostowie utworzono – jako jedną z 8759 gromad na obszarze Polski – w powiecie mogileńskim w woj. bydgoskim, na mocy uchwały nr 24/9 WRN w Bydgoszczy z dnia 5 października 1954. W skład jednostki weszły obszary dotychczasowych gromad Golejewo, Kościeszki, Rzeszyn, Rzeszynek i Sierakowo ze zniesionej gminy Strzelno-Południe w powiecie mogileńskim oraz obszary dotychczasowych gromad Włostowo i Siemionki ze zniesionej gminy Kruszwica w powiecie inowrocławskim w tymże województwie. Dla gromady ustalono 18 członków gromadzkiej rady narodowej.
Gromadę zniesiono 31 grudnia 1961, a jej obszar włączono do gromad Jeziora Wielkie (wsie Kościeszki, Lubstówek, Dobska, Rzeszyn i Rzeszynek wraz z półwyspem Potrzymiech oraz stacją kolejową Gopło) i Wronowy (wsie Sierakowo, Włostowo, Mnich, Siemionki, Gołajewo i Sierakówek) w tymże powiecie.